# Transilien Paris-Est
Transilien Paris-Est è il nomedei servizi Transilien della SNCF con partenza dalla Gare de l'Est. Si tratta di un servizio ferroviario regionale nell'Île-de-France. 83.000 viaggiatori al giorno usufruiscono del servizio

## Relazioni
- Paris – Meaux
- Paris – Château – Thierry
- Paris – Coulommiers
- Paris – Provins
- Esbly – Crécy la Chapelle
- Meaux – La Ferté Milon